# Ґранвілл Левесон-Ґовер, 1-й граф Ґранвілл
Ґранвілл Левесон-Ґовер, 1-й граф Ґранвілл, GCB , PC (12 жовтня 1773 — 8 січня 1846), лорд Ґранвілл Левесон-Ґовер з 1786 до 1815 року і віконт Ґранвілл з 1815 до 1833 року, був британським державним діячем і дипломатом з середовища віґів. 

## Походження і освіта
Ґранвілл був другим сином і молодшою дитиною Ґранвілла Левесон-Ґовера, 1-го маркіза Стаффордського від його шлюбу з леді Сюзанною Стюарт, донькою Александра Стюарта, 6-го графа Ґалловея. Його старшим, зведеним братом по батьківській лінії був Джордж Левесон-Ґовер, 1-й герцог Сатерленд.
Ґранвілл здобув освіту в школі доктора Кайла в Гаммерсміті, а потім приватно у Джона Чеппела Вудгауза. Він вступив до Крайст-Черч, Оксфорд, у квітні 1789 року, але так і не отримав ступеня. Проте через десять років, у 1799 році, йому було присуджено почесний ступінь DCL.

## Кар'єра
Ґранвілл розпочав свою кар'єру як член Палати громад, представляючи Лічфілд з 1795 до 1799 року та Стаффордшир протягом наступних шістнадцяти років. Від 1797 до 1799 року він був полковником 2-го Стаффордширського ополчення. Ґранвілл був послом Великої Британії в Росії (10 серпня 1804—28 листопада 1805 і 1806–1807) і Франції (1824–1828, 1830—1835, 1835—1841).
У 1815 році він був підвищений у перстві як віконт Ґранвілл із Стоун-Парку в графстві Стаффорд. У 1833 році під час його другого перебування на посаді посла у Франції він отримав титули графа Ґранвілла, а також барона Левесона із Стоун-Парку в графстві Стаффорд.

## Особисте життя
У той час як недавній історик описує Ґранвілла як «похмуру постать в оригінальній набивній сорочці – крохмалем назовні, тирсою досередини»,  його славили як зразок чоловічої краси свого часу, поруч з прем’єр-міністром Вільямом Піттом молодшим, порівнюючи його до «Адріанового Антіноя».
Лорд Ґранвілл одружився з леді Гаррієт Кавендіш (1785–1862), дочкою Вільяма Кавендіша, 5-го герцога Девонширського, і леді Джорджіани Спенсер у 1809 році. У них було двоє синів і дві дочки:
- Леді Сьюзен Джорджіана (пом. 30 квітня 1866), була одружена з Джорджем Піттом-Ріверсом, 4-м бароном Ріверсом. Разом у них було дванадцятеро дітей, восьмеро з яких пережили дитинство.
- Леді Джорджіана Шарлотта (пом. 19 січня 1885)
- Ґранвілл Джордж (11 травня 1815 - 31 березня 1891)
- Ґранвілл Вільям (2 жовтня 1816 - 1833)
- Достойний Едвард Фредерік (3 травня 1819 - 30 травня 1907)

До одруження з леді Гаррієт Кавендіш у 1809 році Ґранвілл був коханцем тітки леді Гаррієт по материнській лінії, Генрієтти Понсонбі, графині Бессборо, уродженої леді Генрієтти Френсіс Спенсер, з якою у нього було двоє позашлюбних дітей: Гаррієтт Стюарт і Джордж Стюарт. Протягом сімнадцяти років вона «обожнювала [Ґранвілла] як ідола»,  але потім вона зрозуміла, що він повинен одружитися, щоб просувати свою кар’єру та забезпечити собі нащадків, і тому вона активно співпрацювала в організації його весілля з Гарієт (відома в родині як «Гаррі-О»), яка, зі зрозумілих мотивів, не надто бажала виходити заміж за коханця своєї тітки.
У Ґранвілла було багато інших любовних зв'язків, у тому числі з леді Гестер Стенгоп, авантюристкою та антикваркою, яка вчинила спробу покінчити життя самогубством після того, як він покинув її в 1804 році. У той час ходили чутки, які були описані і її біографами, що Стенгоп була вагітною від Ґранвілла.
Лорд Ґранвілл помер у січні 1846 року у віці 72 років. Графиня Ґранвілл померла в листопаді 1862 року у віці 77 років  Молодший син Вільям помер у 1833 році.

## Подальше читання
- Chamberlain, Muriel E. Gower, Granville George Leveson-, second Earl Granville (1815–1891). Oxford Dictionary of National Biography (вид. онлайн). Oxford University Press. doi:10.1093/ref:odnb/16543. (Необхідна підписка або членство в публічній бібліотеці Сполученого Королівства .)
- Fitzmaurice, Baron Edmond; Fitzmaurice, Edmond George Petty-Fitzmaurice, 1st Baron (1905). The life of Granville George Leveson Gower, second earl Granville, K.G., 1815–1891. Longmans, Green.

## Зовнішні посилання
- Hansard 1803–2005: contributions in Parliament by the Earl Granville
- Peerage[Usurped!], Leigh Rayment's Peerage Pages
- Leigh Rayment's Historical List of MPs  . Retrieved on 17 November 2008.

1. 1 2  SNAC — 2010.
2. 1 2 3 4 5 6 7 8  Lundy D. R. The Peerage
3. 1 2  Pas L. v. Genealogics — 2003.
4. 1 2 3 4 5 6 7  Mackie, Colin British Diplomatic Directory (1820-2005) — Форин-офіс.
5. 1 2 3 4 5 6 7 8 9 10  Kindred Britain
6. 1 2 3  Chamberlain, 2008
7. ↑  Staffordshire Militia at 'This Re-Illuminated School of Mars'.
8. ↑  London Gazette, issue 18755, 10 грудня 1830
9. ↑  London Gazette, issue 17040, 15 липня 1815
10. ↑  London Gazette, issue 19044, 3 травня 1833
11. ↑  David Wetzel, A Duel of Giants: Bismarck, Napoleon III, and the Origins of the Franco-Prussian War (2001) p. 217
12. ↑  Kirsten Ellis, Star of the Morning: The Extraordinary Life of Lady Hester Stanhope (2008) p. 77
13. ↑  Lord David Cecil Lord Melbourne Pan Books edition 1965 p. 39
14. ↑  Paul Douglass Lady Caroline Lamb New York: Palgrave-MacMillan 2004 p. 87-88
15. ↑  Kirsten Ellis, Star of the Morning: The Extraordinary Life of Lady Hester Stanhope (2008) p. 77-90
16. ↑  Coleridge, Henry James. Life of Lady Georgiana Fullerton, London. Richard Bentley & Son. 1888, p. 78 Ця стаття містить текст з джерела, що зараз в суспільному надбанні.